# Die Dubarry (Operette)

Madame du Barry

Die Dubarry ist eine Operette in neun Bildern des österreichischen Komponisten Carl Millöcker in der musikalischen Neubearbeitung von Theo Mackeben und der textlichen Neugestaltung von Paul Knepler, Ignaz Michael Welleminsky und Hans Martin Cremer. Das Original hieß Gräfin Dubarry und war eine Operette in drei Akten, zu der F. Zell und Richard Genée das Libretto verfasst hatten. Diese erlebte ihre Uraufführung am 31. Oktober 1879 am Theater an der Wien in Wien. Die Neufassung ging das erste Mal am 14. August 1931 im Berliner Admiralspalast über die Bühne. Wird das Werk heutzutage aufgeführt – so beispielsweise 2006 am Staatstheater am Gärtnerplatz in München –  dann wird es nur noch in dieser Fassung gespielt. Die Aufführung erfordert einen mittleren Chorpart und ein Ballett. Titelfigur in dem Werk ist die historische Person Marie-Jeanne Bécu, comtesse du Barry.

## Orchester
Eine Flöte, zwei Oboen, drei Klarinetten, ein Fagott, drei Hörner, zwei Trompeten, drei Posaunen, eine Basstuba, eine Harfe, ein Klavier, Schlagwerk und Streicher

## Bühnenbilder
Bild 1: Modesalon, Bild 2: Vergnügungspark, Bild 3: Maleratelier, Bild 4: Vor dem Vorhang, Bild 5: Ballsaal, Bild 6: Ankleidesalon, Bild 7: Prunkvoller Salon, Bild 8: Salon, Bild 9: Schlosspark

## Handlung
Die Operette spielt in Paris, Versailles und im Park von Schloss Trianon zur Regierungszeit Ludwigs XV., etwa um 1762.
In Madame Labilles Modesalon in Paris arbeiten auch die aus einfachen Verhältnissen stammenden Freundinnen Margot und Marie Jeanne als Putzmacherinnen. Ein Auftrag der Chefin führt Marie Jeanne in das Atelier des Malers René Lavallery. Die beiden sind sich sogleich sympathisch und verlieben sich ineinander. Marie Jeanne zieht bei ihrem Geliebten ein. Als dieser mal gerade abwesend ist, betritt ein äußerst vornehmer Fremder das Atelier. Es ist Graf Dubarry. Ihm ist das hübsche Mädchen vor kurzem in einem Vergnügungspark nahe der Hauptstadt aufgefallen. Dabei kam ihm sofort der Gedanke, die Schöne als Werkzeug für seine finsteren Pläne anzuwerben. Nun gibt er vor, ein Bild kaufen zu wollen. Beim Betrachten der Gemälde sticht ihm das Porträt Marie Jeannes, das ihr Geliebter erst gestern beendete, ins Auge. Als Marie Jeanne das Werk für unverkäuflich erklärt, wird der Graf zudringlich. Doch Marie Jeanne behält die Nerven und wehrt ihn ab. Unverrichteter Dinge verlässt der Graf das Atelier.
Als René in sein Atelier zurückkehrt, verliert seine Freundin kein Wort über den Vorfall. Aber eine tratschlustige Nachbarin kann sich nicht zurückhalten, ihm in den grellsten Farben zu schildern, was sie gesehen hat oder gesehen haben will. Der Maler glaubt ihr und nicht Marie Jeanne. Er erklärt gar, sie habe sein Vertrauen missbraucht und sei die längste Zeit seine Freundin gewesen. Traurig verlässt Marie Jeanne das Haus.
Graf Dubarry erhält Besuch von seinem Freund Marquis de Brissac. Dieser erzählt ihm in glühendsten Farben von der singenden Tänzerin Manon, die zurzeit im Lokal der Geschwister Verrières die Herzen der Männer höher schlagen lässt. Neugierig geworden, entschließt sich der Graf, mit dem Marquis die nächste Vorstellung zu besuchen.
Der Graf erkennt sofort, dass es sich bei der Tänzerin Manon um niemand anders als die Putzmacherin Marie Jeanne handelt. Erneut fasst er den Entschluss, sie für seine politischen Pläne einzuspannen: König Ludwig XV. ist seiner alternden Mätresse Pompadour allmählich überdrüssig und hätte gerne eine Jüngere als deren Nachfolgerin. Am Hofe geht das Gerücht um, dass es die Schwester des Ministerpräsidenten sein soll, weil sich dieser, der Herzog von Choiseul, dadurch mehr Einfluss verspreche, und gerade dies will Graf Dubarry verhindern. Deshalb ist auch er auf der Suche nach einer charmanten Dame für den König.
Marie Jeanne wird von vielen Bewerbern hofiert. Einer gibt ihr sein ganzes Geld und bittet sie, damit beim soeben stattfindenden Glücksspiel für ihn zu setzen. Das Mädchen tut es und – verliert. Als der Geldgeber daraufhin zornig wird, lacht sie ihn auch noch aus. Um die Situation nicht eskalieren zu lassen, ersetzt Graf Dubarry dem Wütenden seinen gesamten Verlust. Damit hat er das Herz der Putzmacherin gewonnen. An seinem Arm verlässt sie das Etablissement.
Ein paar Wochen sind vergangen. Marie Jeanne wittert Morgenluft, ihrem bisher überwiegend tristen Dasein entfliehen zu können, und fügt sich – wenn auch zunächst etwas widerwillig – bei dem von ihrem Mäzen eingeleiteten Spiel mitzuwirken. Gehorsam lässt sie sich pro forma mit seinem Bruder vermählen und wird so zur Gräfin Dubarry. Damit sie später einmal des Königs Gunst gewinnen kann, lässt ihr der Graf noch den bei Hofe üblichen Schliff im Benehmen verpassen.
Die einflussreiche Marschallin von Luxembourg gibt in ihrem Schloss einen Ball. Auch Marie Jeanne gehört zu den geladenen Gästen. Was die politischen Intrigen anbelangt, steckt die Marschallin mit Graf Dubarry unter einer Decke; denn auch sie hasst den Herzog von Choiseul und dessen eingebildete Schwester. Koste es was es wolle, aber diese darf auf keinen Fall die Nachfolgerin der Pompadour werden! Als die Marschallin den richtigen Moment gekommen sieht, erklärt sie Marie Jeanne, noch heute werde ein Bote des Königs eintreffen und sie abholen, damit sie mit Seiner Majestät soupiere. Marie Jeanne geht dies alles viel zu schnell. Sie weigert sich nun mitzuspielen. Als sie dann auch noch ihren früheren Freund, den Maler René auf dem Ball erblickt, flackert wieder etwas von den Gefühlen in ihr auf, die sie einst für ihn hegte. Auch bei ihm scheint das Feuer der Liebe noch nicht ganz erloschen zu sein. Sie kommen sich wieder näher. Plötzlich aber wird Marie Jeanne die Kunde zugetragen, der König sei im Besitz ihres Porträts. Sofort glaubt sie, René habe es ihm zugespielt. (In Wahrheit war es Graf Dubarry!) Jetzt ist der Bruch zwischen ihr und René endgültig besiegelt. Sie sagt ihm Lebewohl und ist nun bereit, die Einladung des Königs anzunehmen.
Ludwig XV. zeigt sich entzückt ob der jugendlichen Schönheit der Dubarry. Er fühlt sich um Jahre jünger und verfügt, dass ihr Schloss Trianon nahe Versailles als Wohnsitz zugewiesen wird.
Obwohl nun eigentlich die Nachfolge der Pompadour geklärt ist, hat der Herzog von Choiseul den Plan, seine Schwester in dieses „Amt“ zu hieven, immer noch nicht aufgegeben. Er lässt am Hofe das Gerücht verbreiten, die Dubarry habe es nur auf das Geld des Königs abgesehen; in Wahrheit habe sie immer noch ein Verhältnis mit dem Maler René Lavallerie. Der König will es nicht glauben, dass er sich in seinen Gefühlen so sehr getäuscht hat, und verlangt Beweise. Sein Ministerpräsident verspricht, ihm diese zu liefern. Im Park von Schloss Trianon arrangiert er ein Treffen zwischen Marie Jeanne und dem Maler und weist dem König ein Plätzchen zu, von dem aus er heimlich das Gespräch der beiden belauschen kann. Und was vernimmt er? Kein Sterbenswörtchen von Liebe. Das Gespräch hört sich vielmehr so an, als würden zwei Geschäftspartner ihre Beziehung beenden.
Der König ist höchst zufrieden mit dem, was er gehört hat. Er enthebt den Herzog von Choiseul von seinem Amt als Ministerpräsident und verbannt ihn vom Hof. Marie Jeanne ist endgültig auf der obersten Sprosse der Karriereleiter angekommen: Sie hat es geschafft, die einflussreichste Frau Frankreichs zu werden.

## Musikalische Höhepunkte
- Ich schenk mein Herz nur dem allein, dem ich das Höchste könnte sein
- Es lockt die Nacht, die Liebe wacht
- Ob man gefällt oder nicht gefällt
- Wie schön ist alles, seit ich dich gefunden
- Heut hab ich Glück
- Blicken dich zwei Augen an
- Ja, so ist sie, die Dubarry, wer sie einst sah, vergisst sie nie

## Verfilmungen
- 1951 wurde die Operette unter der Regie von Georg Wildhagen verfilmt, der auch – zusammen mit Franz Gribitz – für das Drehbuch verantwortlich war. Die Hauptrollen spielten Sári Barabás, Mathieu Ahlersmeyer, Willy Fritsch, Albert Lieven und Walter Müller.
- 1975 folgte eine Neuverfilmung für die Ausstrahlung im ZDFtheaterkanal. Unter der Regie von Werner Jacobs war Anni Peterka für die Choreografie verantwortlich, das Szenenbild gestaltete Sergiu Singer. In den Hauptrollen spielten und sangen Gail Robinson, Peter Pasetti, Barry McDaniel, Julia Migenes, Heinz Zednik und Wolfgang Preiss.[1]

## Inszenierungen
An der Volksoper Wien wurde im September 2022 als Eröffnungspremiere von Intendantin Lotte de Beer eine Inszenierung von Jan Philipp Gloge gezeigt, mit Annette Dasch als Dubarry, Harald Schmidt als König Ludwig XV., Juliette Khalil als Margot, Lucian Krasznec als René Lavallery und Wolfgang Gratschmaier als Marquis de Brissac. Die Inszenierung wurde auf ORF III übertragen. Die musikalische Fassung stammt von Kai Tietje, die Textfassung von Andrea Vilter, Gloger und Ensemble. Für die Inszenierung wurde der Volksoper der „Operetten-Frosch“ des Bayerischen Rundfunks der Spielzeit 2022/23 zuerkannt.